# Ghiacciaio Hoseason
Il ghiacciaio Hoseason è un ghiacciaio lungo circa 22 km situato sulla costa di Kemp, nella Terra di Enderby, in Antartide; qui il ghiacciaio fluisce verso nord fino a entrare in mare tra l'ammasso Est e l'ammasso Ovest, poco a est della baia di Swynn.

## Storia
Il ghiacciaio Hoseason è stato grossolanamente mappato da cartografi norvegesi grazie a fotografie aeree scattate durante la spedizione antartica guidata da Lars Christensen nel 1936-37. In seguito è stato esplorato nel 1954 durante una delle spedizioni di ricerca antartica australiane e così battezzato dal Comitato australiano per i toponimi e le medaglie antartici in onore di Richard Hoseason, uno dei partecipanti alle spedizioni australiane, morto durante un viaggio all'isola Heard nel 1952.